# Nicklas Westerholm
Robert Nicklas Cristian Westerholm, född 11 december 1991, är en svensk travkusk och travtränare. Han är son till Robert Bergh men bedriver sedan 2016 ett eget stall utanför Avesta. Hans hemmabana är Romme travbana. Den 2 december 2016 erhöll han sin proffstränarlicens. Han arbetade fram till 2015 en tid hos Reijo Liljendahl vid Solvalla.
Westerholms stall har 2017 cirka 50 hästar i träning. Stallets vinstrikaste hästar är Going For Gold Zaz, Nakoda Goj och Tjacko Zaz, som alla tre har tjänat över 1 miljon kronor. Tjacko Zaz deltog i Elitloppet 2017, då tränades han dock av Timo Nurmos. Han kom till Westerholm i december 2017.
Den 6 januari 2013 körde Westerholm sitt första lopp på Vincennesbanan i Paris i Frankrike. Han körde Conrads Epilog (tränad av Robert Bergh) i Grupp III-loppet Prix de Lille och slutade oplacerad. Westerholm tog sitt första banchampionat säsongen 2017 då han blev kuskchampion på Romme travbana efter att där ha tagit 41 segrar på 160 starter under året. Vid Dalatravgalan den 17 februari 2018 utsågs Westerholm till 2017 års tränare och kusk i Dalarna.

## Segrar i större lopp
| År   | Lopp                           | Häst        | Kusk               | Tränare            |
| ---- | ------------------------------ | ----------- | ------------------ | ------------------ |
| 2015 | Karl-Gösta Fylkings Minneslopp | Chip Dealer | Nicklas Westerholm | Troels Andersen    |
| 2017 | Open Trot-Stayern              | Ola Montana | Nicklas Westerholm | Nicklas Westerholm |
| 2017 | Bernth Martinssons Lopp        | Ola Montana | Nicklas Westerholm | Nicklas Westerholm |
| 2017 | Nahars Elitloppsminne          | Nakoda Goj  | Nicklas Westerholm | Nicklas Westerholm |